# Frazioni della Polonia
Le frazioni (in polacco: jednostka pomocnicza gminy) rappresentano il quarto livello della suddivisione amministrativa della Polonia. Con il termine frazione si indica un'entità subcomunale che in Polonia assume diverse fattispecie. 
Salvo eccezioni, nei comuni urbani si hanno le osiedla (al singolare osiedle) o  le dzielnice (al singolare dzielnica) che generalmente sono quartieri o altro tipo di suddivisione urbana. Nei comuni rurali le frazioni sono chiamate sołectwa (al singolare sołectwo).